# Зірка Середземного моря
Зірка Середземного моря — польська пам'ятна відзнака, якою нагороджуються учасники польського військового контингенту, що беруть участь в операціях у Середземному, Чорному та Егейському морях (включаючи операцію Active Endeavor). Це одна з військових нагород, які вручалися в Польщі в мирний час.

## Історія заснування
Зірки як польські нагороди були встановлені Законом від 14 червня 2007 року, про внесення змін до Закону від 16 жовтня 1992 року про ордени та відзнаки, — разом із Військовим Хрестом Заслуги, Військовим Хрестом Заслуги з мечами, Морським Хрестом Заслуги, Морським Хрестом Заслуги з мечами, Повітряним Хрестом Заслуги, Повітряним Хрестом Заслуги з мечами та медаллю за вислугу років.
Зміна набула чинності 10 жовтня 2007 року, через три місяці після оголошення 9 липня. Водночас Президент Республіки Польща своїм розпорядженням від 31 липня 2007 року вніс зміни до розпорядження від 10 листопада 1992 року, щодо: опису, матеріалу, розмірів, малюнків, а також способу та умов носіння знаків, орденів і відзнак.
Згідно з вищезгаданим актом, «військові відзнаки пам'ятного характеру зі словом „Зірка“ в назві, — є нагородою за бездоганну службу в польських військових контингентах за кордоном». У пріоритеті польських нагород вони займають місце після медалі «За довгий шлюб» і є найнижчими в чинній системі державних нагород. Зірка Середземного моря була заснована розпорядженням Президента Республіки Польща від 12 лютого 2010 року щодо назви, стрічки, фурнітури та малюнків Зірки Конго, Зірки Чаду та Зірка Середземного моря, яке набуло чинності 13 травня 2010 року.

## Правила нагородження
Зірку Середземного моря присуджує та вручає Президент Республіки Польща, з власної ініціативи та на прохання міністр оборони, або міністра внутрішніх справ. Президент також має право позбавити нагородженого Зіркою.
Зіркою Середземного моря нагороджуються солдати, які служать у польському військовому контингенті у складі сил НАТО, призначених для участі в операції «Активні зусилля» в Середземному та Чорному морях у наступні періоди:
- 24.02.2006 — 08.03.2006;
- 06.10.2006 — 31.03.2007;
- 15.07.2008 — 30.11.2008;
- 01.10 2008 — 31.03.2009.

Станом на 31 грудня 2013 року нагородження за операцію «Активні зусилля» у 2006—2009 роках вважалося завершеним. Відповідно до положень Закону від 28 липня 2023 року нагородження Зірками за операції, завершені до 2021 року, продовжено до 2025 року.
У 2017 році правила нагородження «Зіркою Середземного моря» були розширені на інші військові дії в Середземному, Чорному та Егейському морях.

## Опис нагороди
Нагорода це Нагрудний знак, що являє собою коричневу патиновану медаль діаметром 44 мм у формі чотирипроменевої зірки з двома схрещеними мечами, спрямованими вістрями вгору, з рельєфним вензелем із літер «RP» (Республіка Польша) на верхньому промені та рельєфним написом «MORZE ŚRÓDZIEMNE» (СЕРЕДЗЕМНЕ МОРЕ) в центрі. На нижньому промені та між верхніми променями розміщено стилізоване лаврове листя. Реверс складається з рельєфного дворядкового напису «PACI SERVIO» (СЛУЖИТЬ МИРУ), а внизу є місце, де лауреат може вигравірувати дати своєї служби.
Зірка Середземномор'я підвішена на морській зеленій стрічці шириною 35 мм з червоною смугою шириною 4 мм в центрі, з білими смугами шириною 2 мм по боках і симетрично з'єднаними по краях смугами кольорів прапора НАТО: синьо-білі, шириною 3 мм кожна.

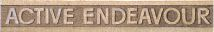
Okucie ACTIVE ENDEAVOUR

Стрічка оснащена штуцером у формі смужки шириною 5 мм, матової, патинованої коричневого кольору, з полірованими краями, з написом відповідно ACTIVE ENDEAVOR або назвою іншої військової операції, що проводиться в Середземному, Чорному або Егейському морях.